# Swaminarajan

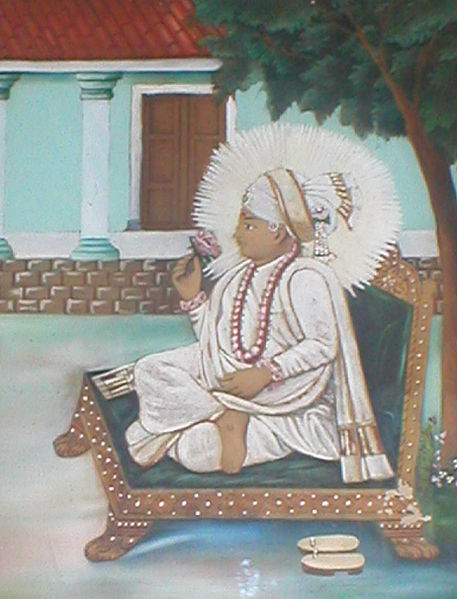
Bhagawan Swaminarajan pod drzewem nim

Bhagawan Swaminarajan (gudżarati સ્વામિનારાયણ, dewanagari: स्वामीनारायण, trl. Svāmīnārāyaṇa, właściwie ang. Ghanashyam Pande; ur. 2 kwietnia 1781 – zm. 1 czerwca 1830) – hinduistyczny guru, twórca nurtu Swaminarayan zaliczanego do wisznuizmu.

## Życiorys
Ghanashyam urodził się w miejscowości Chhapia położonej 14 kilometrów od Ajodhji w stanie Uttar Pradeś w Indiach. Dzień narodzin 2 kwietnia był w 1781 równocześnie dniem obchodów rocznicy narodzin księcia Ramy (Ramanawani). Jego rodzice Hariprasad Pande i matka Premawati pochodzili z warny braminów. Zmarli, gdy miał jedenaście lat. Wtedy rozpoczął siedmioletnią wędrówkę jako brahmaćari o imieniu Nilkanth (ang. Neelkanth). Wisznuicki Swami Ramananda (ur. 1739) udzielił mu około 1800 dikszy i nowego imienia Swami Sahadźanand. Mimo młodego wieku, mianował go w publicznej ceremonii w Jetpur (południowa Saurashtra) swoim sukcesorem i niedługo potem umarł. Prowadził działalność religijną w Gudżracie, Kathiawar, Kutch. 
W roku 1814 poparł Brytyjczyków w pacyfikacji Saurasztry.
W ostatnich dziesięciu latach życia przyczynił się do powstania sześciu dużych mandirów (hinduistycznych świątyń) w stanie Gudżarat, są to miasta: Ahmedabad, Bhudź, Vadtal, Junagadh, Dholera, Gadhada.

## Dzieła
Swaminarajan pozostawił po sobie w szczególności :
- Śikṣapātrī (212 wersów, 1826)
- Vācanāmritam (kazania publiczne z okresu 21 listopada 1819 - 25 lipca 1829)
- Lekh (1827)

## Kanon nauk
Teksty hinduistyczne polecane przez Swamiego Sahadżanandę swoim ówczesnym zwolennikom to:
1. Wedy
2. Wedantasutry Wjasy
3. Bhagawatapurana
4. 1000 imion Wisznu z Mahabharaty
5. Bhagawadgita
6. Widurniti
7. Śri Wasudew Mahatmya z Skandapurany
8. Jadźńawalkja Smryti

## Doktryna
- nauczał ahinsy
- wymagał stosowania pożywienia bezmięsnego i zabraniał spożywania używek
- zwalczał tendencje erotyczne w tradycjach kultu Kryszny
- udowadniał możliwość przeprowadzania ceremonii jadźńa bez potrzeby zabijania (a nawet udziału) zwierząt